# 皮夏尼布里德 (韋謝利諾韋區)
47°12′46″N 31°24′25″E / 47.21278°N 31.40694°E
皮夏尼布里德（烏克蘭語：Піщаний Брід），是烏克蘭南部的村莊，隸屬尼古拉耶夫州的尼古拉耶夫區。該村始建於1804年，面積2.27平方公里，海拔高度61米，2001年人口604，人口密度每平方公里266.1人。